# Johnson Matthey
Die Johnson Matthey plc mit Sitz in London, gelistet an der London Stock Exchange im FTSE 250, ist ein weltweit tätiges
Unternehmen, das Katalysatoren herstellt, Edelmetalle raffiniert und recycelt, verarbeitet und in der Spezialchemie tätig ist.
Das Unternehmen hat seinen Hauptsitz in der Nähe des Trafalgar Square im Zentrum von London. Die Ursprünge von Johnson und Matthey reichen zurück bis 1817, als Percival Norton Johnson ein Geschäft im Goldhandel gründete. 1851 schloss sich George Matthey der Unternehmung an und der Name wurde in Johnson & Matthey geändert.
Das Unternehmen hatte drei Geschäftsbereiche (Umsatzzahlen in Auswahl):
Umwelttechnologien:
- Katalysatoren für leichte Nutzfahrzeuge (Light Duty Catalysts; Umsatz 2022/23: 970 Mio. Pfund;[4] 2011/12: 969 Mio. Pfund[5])
- Katalysatoren für Dieselmotoren von schweren Lastkraftwagen und Bussen (Catalyst Technologies; Umsatz 2022/23: 1.674 Mio. Pfund;[4] 2011/12: 438 Mio. Pfund[6])
- Katalysatoren für die petrochemische und chemische Industrie, insbesondere Stickstoffherstellung, Ölraffinerien und Gasverflüssigung, Methanolherstellung und Herstellung von Additiven und Superabsorbern (Catalyst Technologies; Umsatz 2022/23: 547 Mio. Pfund;[4] 2011/12: 256 Mio. Pfund[7])
- Katalysatoren für Brennstoffzellen (Fuel Cells; Umsatz 2022/23: 55 Mio. Pfund;[4] 2011/12: 9,2 Mio. Pfund[7])

Edelmetallprodukte:
- Raffinerie, Recycling und Verarbeitung von Edelmetallen wie Platin, Palladium, Ruthenium, Iridium, Rhodium, Gold und Silber (Metals; Umsatz 2022/23: 10.732 Mio. Pfund;[4] 2011/12: 9.841 Mio. Pfund[8])

Feinchemie:
- Farben und Pigmente für die Glas- und Keramikindustrie
- Pharmaziematerialien